# Зарівняк Руслан Володимирович
Русла́н Володи́мирович Зарівня́к — старший сержант Збройних сил України, учасник російсько-української війни.
Станом на грудень 2017 року — військовослужбовець 54-го окремого розвідувального батальйону.

## Нагороди та вшанування
- Указом Президента України № 741/2019 від 10 жовтня 2019 року за «особисту мужність і самовіддані дії, виявлені у захисті державного суверенітету та територіальної цілісності України» орденом «За мужність» III ступеня[2]
- Відзнака Президента України «За участь в Антитерористичній операції» (грудень 2017)